# Nurbanu Sultan
Nurbanu Sultan (celým jménem Haseki Afife Nûr-Banû Vâlide Sultân Aliyyetü'ş-Şân Hazretleri; 1525 Španělsko – 7. prosince 1583 palác Yenikapi, Konstantinopol) byla konkubína a později právoplatná manželka osmanského sultána Selima II. Byla matkou sultána Murada III a po nástupu svého syna na trůn se z ní stala Valide Sultan, matka královna. Tuto pozici zastávala od roku 1574 do své smrti v roce 1583.

## Teorie o jejím původu
V současné době existují dvě teorie o etnických kořenech Nurbanu. Pocházela buď z bohaté benátské rodiny nebo byla španělskou křesťankou. Její rodné jméno bylo buď Rachel Olivia de Nasi nebo Cecilia Venier-Baffo. Historici se přiklání spíš k druhému jménu.

### Rachel Olivia de Nasi
Yosef de Nasi, vévoda Naxonů, byl synem Samuela de Nasi a vnukem Yosefa de Nasi, který byl výběrčím daní ze Španělska. Samuel de Nasi měl bratra, který se také jmenoval Yosef; ten se odstěhoval na Páros, což je jeden z řeckých ostrovů. V této době patřily řecké ostrovy Benátkám, až do muslimské invaze v roce 1537. Podle záznamů se Rachel (Nurbanu) narodila v Benátkách v roce 1525 právě Yosefu De Nasi, synovi Samuela. Samuelův bratranec pravděpodobně udržoval vztah s Nurbanu, tehdy ještě Rachel. Rachel je údajně příbuzná s Doñou Gracia Mendes Nasi, která je známá také jako Beatrice de Luna. V roce 1537, když probíhala válka mezi Benátskou republikou a Osmany, byla benátská dívka Rachel Olivia de Nasi odvezena jako otrokyně do harému prince (později sultána) Selima do Istanbulu. Stala se princovou oblíbenkyní a byla přejmenována na Afife Nurbanu Sultan. Byla židovka a upřednostňovala židy žijící v Instanbulu a Manise. 

### Cecilia Venier-Baffo
Proběhlo několik debat o tom, čí je vlastně Rachel Olivia de Nasi dcerou. Podle benátské verze příběhu byla dcerou Nicoló Veniera. Bratr Nicola byl Sebastiano Venier (1496–1578), který byl benátským dóžetem v letech 1577–1578. Turečtí muslimové zjistili, že je dcera čistého žida z Benátek jménem Yosef de Nasi a jeho milenky Violanty Baffo, která byla vdaná za Nicoló Veniera. Jiné zdroje zase říkají, že byla milenkou Nicolá Veniera a manželkou Yosefa de Nasi. 
Yosef de Nasi uprchl z Benátek do Osmanské říše k princi Selimovi a Rachel de Nasi. To nejspíš potvrzuje příbuzenský vztah nebo snad to, že Yosef byl její otec.

## Choť sultána Selima II.

Mihrimah Sultan, švagrová Nurbanu

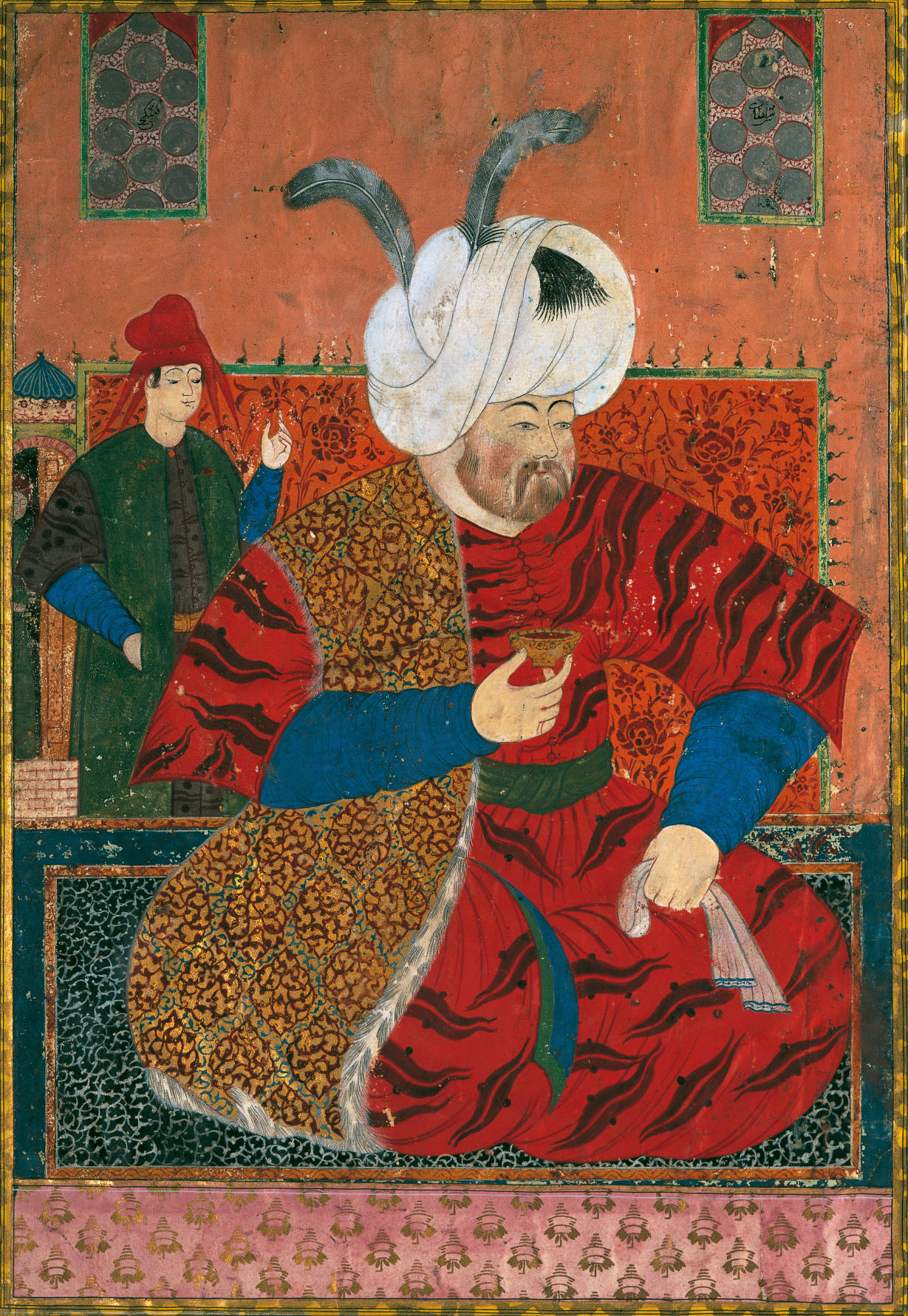
Sultán Selim II., její manžel

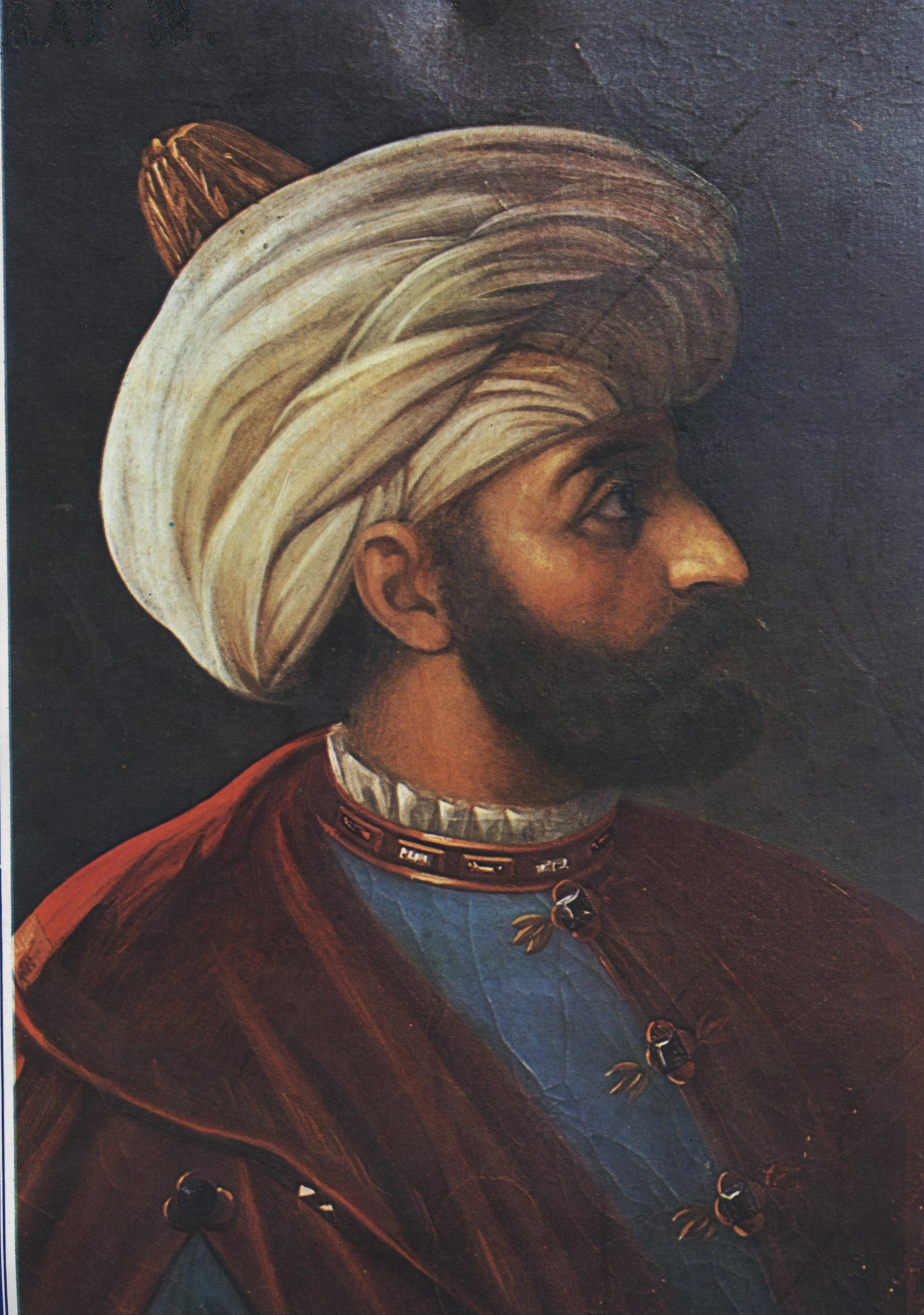
Sultán Murad III., syn Nurbanu

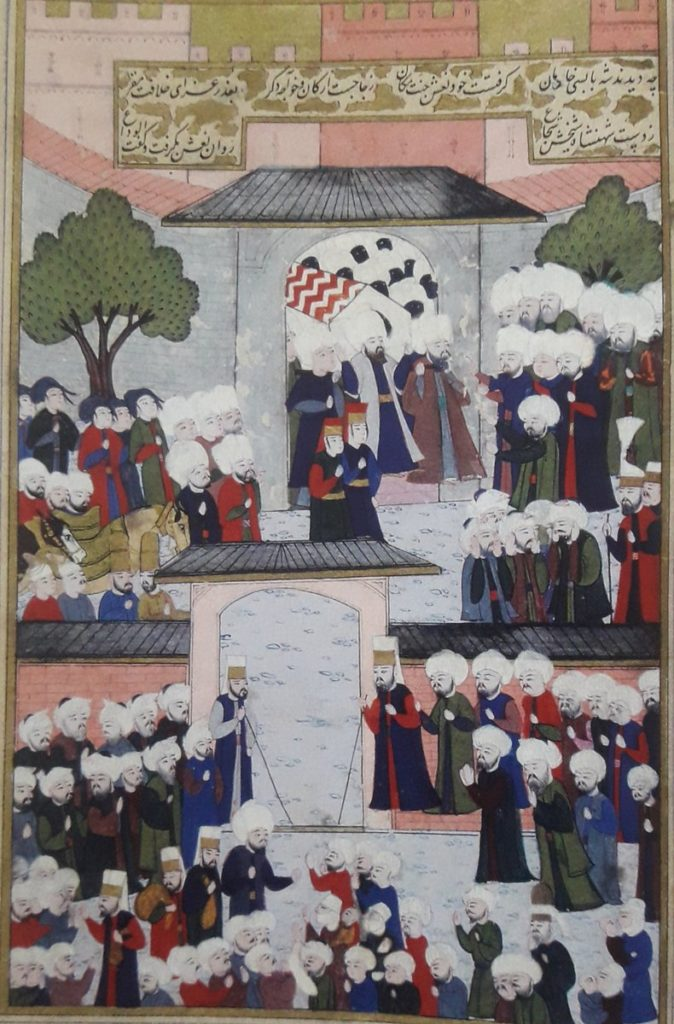
Pohřeb Nurbanu Sultan od Nakkaşe Osmana a jeho týmu (jedna z 95 miniatur v Šahanšahnama od Sejjida Lokmana, 1592)

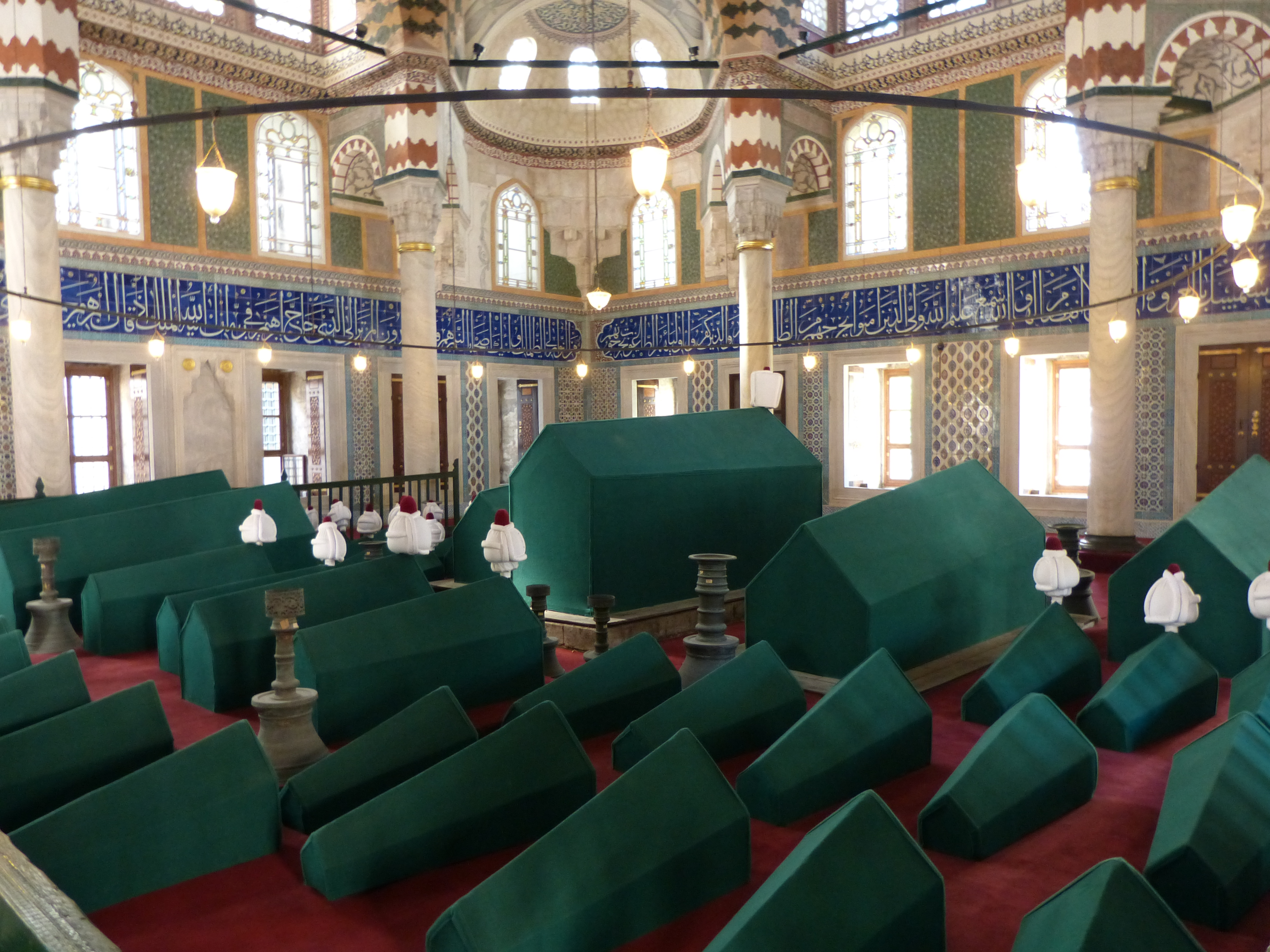
Rakev Nurbanu je naproti Selimovy (největší rakev) v Hagia Sophia

Nurbanu se stala nejoblíbenější konkubínou osmanského sultána Selima II., který nastoupil na trůn v roce 1566 a byla matkou jeho následníka; sultána Murada III. Vládla Selimovu harému, když byl ještě princem. Když se však stal sultánem, už harém neřídila. Pozici Valide Sultan zastávala Selimova starší sestra a Nurbanina švagrová Mihrimah Sultan. Poté, co Selim trávil večery s jinými konkubínami, zůstávala Nurbanu pořád tou nejoblíbenější ženou díky své kráse a inteligenci. Jako matka zjevného dědice byla rádkyní svého manžela. Ačkoliv to v té době nebylo normální, Selim se Nurbanu ptal na její názory; ať už na politické věci či dění v harému. Její názor bral v potaz a často to rozhodovalo o jeho úsudku. Jacopo Soranzo, benátský ambasador řekl:
Nurbanu byla oddaná manželka a loajální matka, jak se ukázalo v pozdějších událostech. Osmanská říše byla velmi napřed oproti ostatním říším a státům, kterým vládli králové a císaři. Také nebylo obvyklé, aby celá její rodina společně s ní byla zmasakrována, aby bylo zabráněno budoucím událostem. Nurbanu Sultan byla stanovena na pozici Valide Sultan, když její syn nastoupil na trůn. Jelikož to byl jediný možný následník, nebyly o trůn žádné důležité spory.

## Valide Sultan a vláda
Princ Murad byl poslán do provincie Manisa jako guvernér. Byl tam až do smrti svého otce Selima II. v roce 1574. To, že byl mimo hlavní město, když jeho otec zemřel, bylo velmi riskantní. Nurbanu udělala vše pro to, aby její syn v pořádku dorazil do hlavního paláce a tak se také stalo. Harém byl zabezpečen a nikdo nevěděl o smrti Selima, dokud Murad nedorazil. Nurbanu nikomu o smrti neřekla a dala jeho tělo do chladicího boxu. Poté nechala poslat pro Murada, aby přijel do Konstantinopole. Celou tu dobu nikdo nevěděl, že je sultán mrtev. Oznámení o jeho smrti sdělila Nurbanu lidu až 12 dní po úmrtí, když do paláce dorazil Murad. V ten den vydala Nurbanu Selimovo tělo, které bylo pak řádně pohřbeno. Její syn se stal sultánem Muradem III. a Nurbanu Valide Sultánkou (matka královna). Dosáhla tak nejvyšší pozice, jakou mohla žena v Osmanské říši získat. Nicméně stále neměla takovou moc, jakou Valide sultánky disponují, dokud nezemřela Mihrimah (4 roky po Selimovi).

### Zahraniční politika
Poté, co se z Nurbanu stala Valide Sultan, díky svému synovi Muradovi, velmi zasahovala do politiky společně s velkovezírem Sokollu Mehmed Pashou, který označil toto období jako sultanát žen. Jako její zprostředkovatel ve světě mimo harém byla její „kira“, Esther Handali. „Kira“ byla velmi populární v komunikaci s lidmi, když byla Nurbanu Valide sultánkou. Hodně oblíbená byla mezi ženami. Odpovídala na dopisy francouzské královny Kateřiny Medicejské.
Během jejích devíti let vlády (1574–1583), její politika byla výhodná pro Benátky, které byly nenáviděny Janovskou republikou. Někteří lidé se domnívají, že Nurbanu byla otrávena agentem z Janovy.
Zemřela v paláci Yenikapı 7. prosince 1583. Říká se, že Nurbanu měla hodně v oblibě Safiji Sultan (Sofia Baffo), která se provdala za jejího syna Murada III. a zaujala pozici příští Valide Sultan.
Osmané o Nurbanu říkali, že nikdy nezapomněla na své vatikánské kořeny a nikdy nepřijala muslimskou víru. Až dokonce života byla židovkou. Chodila do židovských kostelů a dodržovala židovské svátky a tradice.